# Dolichopeza
Dolichopeza är ett släkte av tvåvingar. Dolichopeza ingår i familjen storharkrankar.

## Bildgalleri

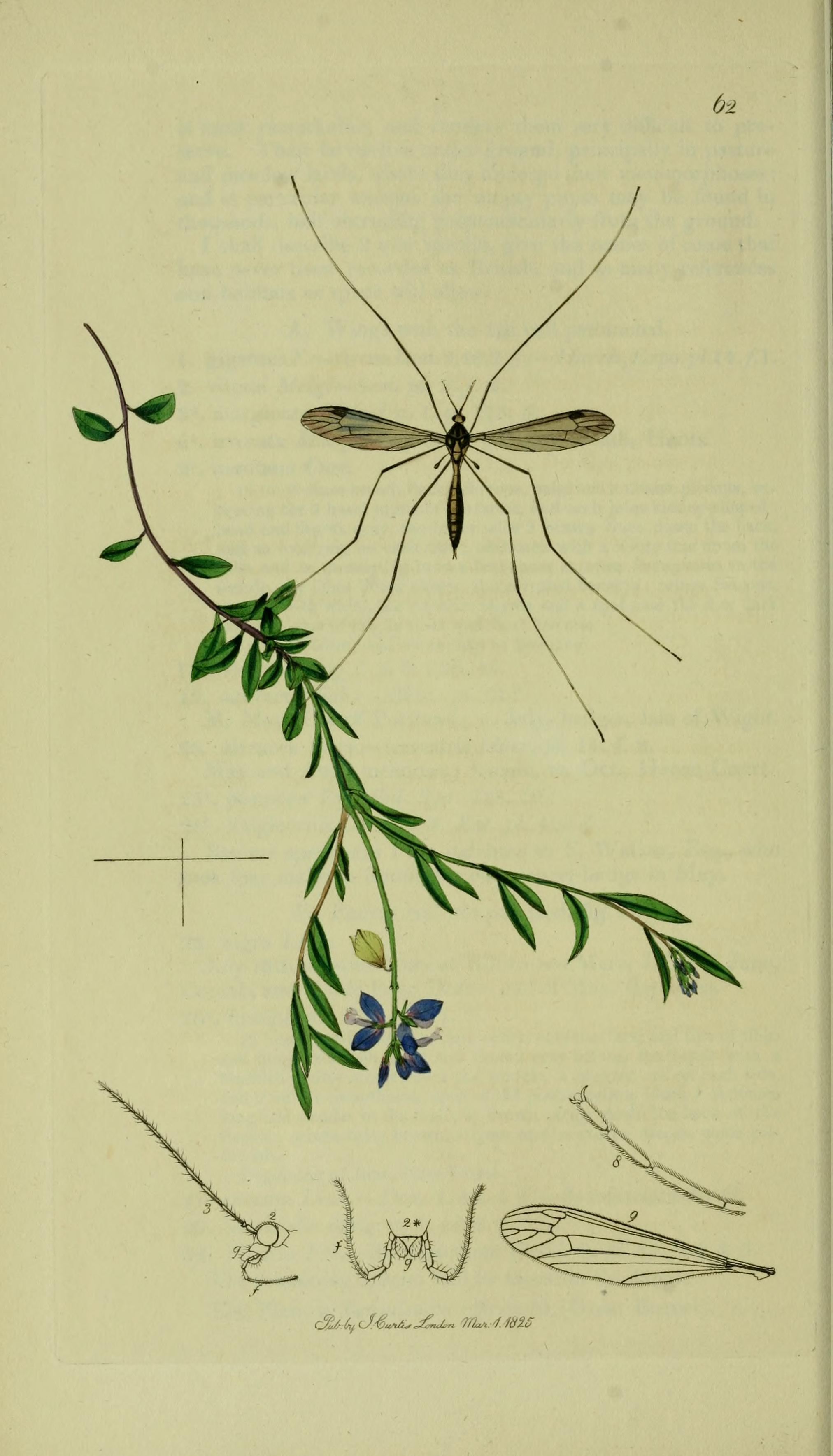

## Dottertaxa tillDolichopeza, i alfabetisk ordning[1][2]
- Dolichopeza abdita
- Dolichopeza acutiloba
- Dolichopeza adela
- Dolichopeza aequalis
- Dolichopeza albescens
- Dolichopeza albipes
- Dolichopeza albitarsis
- Dolichopeza albitibia
- Dolichopeza albogeniculata
- Dolichopeza altiarca
- Dolichopeza altivaga
- Dolichopeza americana
- Dolichopeza amisca
- Dolichopeza angustaxillaris
- Dolichopeza angustissima
- Dolichopeza anitra
- Dolichopeza annulipes
- Dolichopeza annulitarsis
- Dolichopeza anthema
- Dolichopeza aphotisma
- Dolichopeza aquila
- Dolichopeza asura
- Dolichopeza asymmetrica
- Dolichopeza ata
- Dolichopeza atropos
- Dolichopeza aurantiaca
- Dolichopeza australis
- Dolichopeza austrocaledonica
- Dolichopeza bagobo
- Dolichopeza ballaratiensis
- Dolichopeza ballator
- Dolichopeza barbigera
- Dolichopeza barnardi
- Dolichopeza basistylata
- Dolichopeza berrimilla
- Dolichopeza bibasis
- Dolichopeza bickeli
- Dolichopeza bicornigera
- Dolichopeza bilan
- Dolichopeza bispinula
- Dolichopeza boogoo
- Dolichopeza borealis
- Dolichopeza borinquenia
- Dolichopeza borneensis
- Dolichopeza brevifurca
- Dolichopeza byersiana
- Dolichopeza cairnensis
- Dolichopeza caloptera
- Dolichopeza candidipes
- Dolichopeza capitella
- Dolichopeza capnora
- Dolichopeza carolus
- Dolichopeza cathedralis
- Dolichopeza centrosoma
- Dolichopeza chaka
- Dolichopeza cinctitarsis
- Dolichopeza cinerea
- Dolichopeza circe
- Dolichopeza circulans
- Dolichopeza collessi
- Dolichopeza compressior
- Dolichopeza corinna
- Dolichopeza corinnaiensis
- Dolichopeza corybantes
- Dolichopeza costalis
- Dolichopeza crassistyla
- Dolichopeza creon
- Dolichopeza cubensis
- Dolichopeza cuneata
- Dolichopeza cuneiformis
- Dolichopeza cuthbertsoniana
- Dolichopeza cyatheti
- Dolichopeza dactylophora
- Dolichopeza danbulla
- Dolichopeza darlingtoni
- Dolichopeza davidsoni
- Dolichopeza defecta
- Dolichopeza devexa
- Dolichopeza dingaan
- Dolichopeza dira
- Dolichopeza directa
- Dolichopeza distigma
- Dolichopeza distivena
- Dolichopeza domingensis
- Dolichopeza dorrigensis
- Dolichopeza dorsalis
- Dolichopeza dorsoprojecta
- Dolichopeza dyura
- Dolichopeza epiphragmoides
- Dolichopeza euthystyla
- Dolichopeza evanida
- Dolichopeza extrudens
- Dolichopeza fabella
- Dolichopeza fasciventris
- Dolichopeza fenwicki
- Dolichopeza ferox
- Dolichopeza fidens
- Dolichopeza flavicans
- Dolichopeza flavifrons
- Dolichopeza flavomarginata
- Dolichopeza fluminis
- Dolichopeza fokiensis
- Dolichopeza francki
- Dolichopeza fulvithorax
- Dolichopeza fumidapex
- Dolichopeza fuscipes
- Dolichopeza gaba
- Dolichopeza garuda
- Dolichopeza geniculata
- Dolichopeza geometrica
- Dolichopeza gracilis
- Dolichopeza graeca
- Dolichopeza guttulanalis
- Dolichopeza haightensis
- Dolichopeza himalayae
- Dolichopeza hirsuticauda
- Dolichopeza hirtipennis
- Dolichopeza hispanica
- Dolichopeza honshiuensis
- Dolichopeza howesi
- Dolichopeza illingworthi
- Dolichopeza imitator
- Dolichopeza incisuralis
- Dolichopeza infumata
- Dolichopeza infuscata
- Dolichopeza inomatai
- Dolichopeza inornatipes
- Dolichopeza insincera
- Dolichopeza insolida
- Dolichopeza isolata
- Dolichopeza issikiella
- Dolichopeza jenaro
- Dolichopeza jobiensis
- Dolichopeza johnsonella
- Dolichopeza kanagaraji
- Dolichopeza kashongensis
- Dolichopeza katoi
- Dolichopeza kongoola
- Dolichopeza kraussiana
- Dolichopeza kulingensis
- Dolichopeza kurandensis
- Dolichopeza laetipes
- Dolichopeza leonardi
- Dolichopeza leucocnemis
- Dolichopeza linearis
- Dolichopeza lipophleps
- Dolichopeza lohfauensis
- Dolichopeza longicornis
- Dolichopeza longifurca
- Dolichopeza longisetosa
- Dolichopeza ludibunda
- Dolichopeza lugubrivestis
- Dolichopeza magnisternata
- Dolichopeza major
- Dolichopeza malagasya
- Dolichopeza manipurensis
- Dolichopeza marlieri
- Dolichopeza melanorhipis
- Dolichopeza melanosterna
- Dolichopeza microdonta
- Dolichopeza microphallus
- Dolichopeza minnamurra
- Dolichopeza mjobergi
- Dolichopeza modesta
- Dolichopeza mongas
- Dolichopeza monticola
- Dolichopeza multifila
- Dolichopeza multiguttula
- Dolichopeza multiseta
- Dolichopeza nebulicola
- Dolichopeza neoballator
- Dolichopeza nephalia
- Dolichopeza nigrina
- Dolichopeza nigrofemorata
- Dolichopeza nigromaculata
- Dolichopeza nimbicosta
- Dolichopeza nitida
- Dolichopeza nitidirostris
- Dolichopeza niveitarsis
- Dolichopeza noctipennis
- Dolichopeza nokensis
- Dolichopeza oberon
- Dolichopeza obscura
- Dolichopeza obtusiloba
- Dolichopeza orchestes
- Dolichopeza oresitropha
- Dolichopeza orientalis
- Dolichopeza palifera
- Dolichopeza palliditarsis
- Dolichopeza pallidithorax
- Dolichopeza pallidula
- Dolichopeza panda
- Dolichopeza parjanya
- Dolichopeza parvella
- Dolichopeza parvicauda
- Dolichopeza parvicornis
- Dolichopeza parvistyla
- Dolichopeza paucisetosa
- Dolichopeza paucispinosa
- Dolichopeza pedicillata
- Dolichopeza penthema
- Dolichopeza percuneata
- Dolichopeza perdita
- Dolichopeza peringueyi
- Dolichopeza perlongiseta
- Dolichopeza perpulchra
- Dolichopeza picticeps
- Dolichopeza planidigitalis
- Dolichopeza pluricoma
- Dolichopeza polita
- Dolichopeza polysara
- Dolichopeza polytricha
- Dolichopeza portoricensis
- Dolichopeza postica
- Dolichopeza praesul
- Dolichopeza praesultator
- Dolichopeza prattiana
- Dolichopeza productula
- Dolichopeza profundemarginata
- Dolichopeza pudibunda
- Dolichopeza pygmaea
- Dolichopeza pyramidata
- Dolichopeza quadrifila
- Dolichopeza queenslandica
- Dolichopeza queribunda
- Dolichopeza rahula
- Dolichopeza rantaizana
- Dolichopeza ridibunda
- Dolichopeza rizalensis
- Dolichopeza saitamensis
- Dolichopeza sandakanensis
- Dolichopeza satsuma
- Dolichopeza sauteri
- Dolichopeza sayi
- Dolichopeza schahriari
- Dolichopeza schmidi
- Dolichopeza scotoptera
- Dolichopeza segnis
- Dolichopeza semiophora
- Dolichopeza senzangakona
- Dolichopeza seticristata
- Dolichopeza setilobata
- Dolichopeza setisternata
- Dolichopeza setistyla
- Dolichopeza shirakiella
- Dolichopeza similis
- Dolichopeza simplex
- Dolichopeza simplicissima
- Dolichopeza singhalica
- Dolichopeza sparsihirta
- Dolichopeza spetai
- Dolichopeza spinisternata
- Dolichopeza subalbipes
- Dolichopeza subalbitibia
- Dolichopeza subannulipes
- Dolichopeza subballator
- Dolichopeza subcuneata
- Dolichopeza subgeniculata
- Dolichopeza subposticata
- Dolichopeza subvenosa
- Dolichopeza taiwania
- Dolichopeza tarsalba
- Dolichopeza tarsalis
- Dolichopeza tawainicola
- Dolichopeza tayloriana
- Dolichopeza thiasophila
- Dolichopeza thiasus
- Dolichopeza thisbe
- Dolichopeza thoracica
- Dolichopeza thowla
- Dolichopeza thysbe
- Dolichopeza tinkhamiana
- Dolichopeza titania
- Dolichopeza toala
- Dolichopeza toraja
- Dolichopeza trichochora
- Dolichopeza trichopyga
- Dolichopeza tridenticulata
- Dolichopeza triguttata
- Dolichopeza tropica
- Dolichopeza tuberculifera
- Dolichopeza tyilye
- Dolichopeza umbacki
- Dolichopeza walleyi
- Dolichopeza variitibiata
- Dolichopeza varipes
- Dolichopeza venosa
- Dolichopeza victoriae
- Dolichopeza vitrea
- Dolichopeza vitripennis
- Dolichopeza vittinervis
- Dolichopeza volupta
- Dolichopeza wuda
- Dolichopeza vumbicola
- Dolichopeza vyasa
- Dolichopeza yourula
- Dolichopeza zborowskii
- Dolichopeza zenta